# Ма Цзинъи
Ма Цзинъи́ (кит. 麻敬宜, пиньинь Ma Jingyi; 29 октября 1995, Харбин, Хэйлунцзян, КНР) — китайская кёрлингистка.
Играет на позиции первого.
В составе женской сборной Китая участница зимних Олимпийских игр 2018 и зимней Универсиады 2017.

## Достижения
- Тихоокеанско-Азиатский чемпионат по кёрлингу среди юниоров: серебро (2015).

## Команды
| Сезон   | Четвёртый  | Третий    | Второй     | Первый      | Запасной                                      | Турниры            |
| ------- | ---------- | --------- | ---------- | ----------- | --------------------------------------------- | ------------------ |
| 2015    | Цзян Илунь | Ван Жуй   | Ма Цзинъи  | Чжао Сиян   | Цзян Синьди тренер: Чжан Чжипэн               | ТАЧЮ 2015          |
| 2016—17 | Ван Бинъюй | Чжоу Янь  | Лю Цзиньли | Ма Цзинъи   | Дун Цзыци                                     |                    |
| 2017    | Мэй Цзе    | Ма Цзинъи | Yin Yanxin | Sun Chengyu | Cao Ying тренер: Юэ Циншуан                   | ЗУ 2017 (7 место)  |
| 2017—18 | Ван Бинъюй | Чжоу Янь  | Лю Цзиньли | Ма Цзинъи   | Дун Цзыци                                     |                    |
| 2018    | Ван Бинъюй | Чжоу Янь  | Лю Цзиньли | Ма Цзинъи   | Цзян Синьди тренер: Тань Вэйдун               | ЗОИ 2018 (5 место) |
| 2018—19 | Ван Жуй    | Мэй Цзе   | Яо Минъюэ  | Ма Цзинъи   | Чжан Лицзюнь тренеры: Чжан Чжипэн Майк Харрис | ЧМ 2019 (6 место)  |

(скипы выделены полужирным шрифтом; см. также )